# Chitarra (Picasso 1912-1913)
Chitarra è un'opera realizzata tra il 1912 e il 1913 dal pittore spagnolo Pablo Picasso. È conservata al Museum of Modern Art di New York. Questa opera è realizzata con lamina e filo metallico e misura cm 77 x 35 x 19,3.
Questa è una delle prime opere costruite con la tecnica dell'assemblaggio, l'equivalente di un collage, ma su tre dimensioni. 